# 池田美優
池田美優（日语：／ Ikeda Miyū */?，1998年10月30日—）是日本女性模特兒、電視藝人，靜岡縣濱松市出身，成長於東京赤羽。暱稱為「Michopa」（みちょぱ），並常以此名在媒體演出，由其本名與著名漫畫《ONE PIECE》角色喬巴混合而來。身高166公分，體重45公斤。

## 個人經歷
池田在2013年成為時尚雜誌《Popteen》9月號特刊「JC Popteen」的讀者模特兒，而在演藝圈出道，以辣妹（ギャル）打扮為特色。2013年7月號《Popteen》起成為該雜誌的專屬模特兒，並在2015年1月號首次單獨登上《Popteen》封面，逐漸累積人氣，並以電視藝人身分多方面發展。2015年，在朝日電視台節目中，池田與藤田妮可、Peko、吉木千沙都等同樣受青少年族群支持的模特兒，並稱為「人氣模特四天王」（カリスマモデル四天王）。池田在2018年6月號的《Popteen》自專屬模特兒身分畢業，此後繼續以模特兒與電視藝人身分活躍於演藝圈。
2022年10月22日宣布與交往7年的大倉士門結婚。

## 外部鏈結
- 官方网站 （日語）
- crooz blog 池田美優 （页面存档备份，存于） （日語）
- 池田美優官方部落格 - Powered by LINE （页面存档备份，存于） （日語）
- Michopa(池田美優)的X（前Twitter） （日語）（2013年1月 - ）
- Michopa(池田美優)的Instagram帳戶 （日語）